# Alex Kidd (personage)
Alex Kidd is de hoofdpersoon uit de gelijknamige computerspelserie Alex Kidd. Hij was midden tot eind jaren 80 de onofficiële mascotte van Sega, voorafgaand aan de introductie van Sonic the Hedgehog.
Alex Kidd verscheen in diverse platformspellen die voornamelijk uitkwamen op de Sega Master System.

## Geschiedenis
Begin jaren 1980 was Opa-Opa uit het spel Fantasy Zone de onofficiële mascotte van Sega. Echter, Sega wilde een karakter die meer leek op Mario om zo beter te kunnen concurreren met Nintendo. Ondanks een reeks spellen bleek Alex Kidd niet opgewassen tegen de immer grote populariteit van Mario. Sega introduceerde daarom in 1991 een nieuw personage; Sonic the Hedgehog.

### Cameo's
Ondanks dat Alex Kidd niet meer verscheen in spellen en publicaties had hij nog wel enkele cameo's in spellen zoals Sega Superstars Tennis, Sonic & Sega All-Stars Racing en Sonic & All-Stars Racing Transformed.
Ook zijn er verwijzingen naar Alex Kidd te vinden in de spellen Altered Beast, Kenseiden, Shenmue en Segagaga.

## Personage
Alex Kidd woont alleen op de Eternal-berg van planeet Aries. Hier traint Alex de Shellcore-techniek waarmee hij de grootte en sterkte van zijn vuisten kan verbeteren, en zo in staat is stenen te breken. Hij heeft een vriendin genaamd Stella die als tweede personage speelbaar is.
King Thunder en Patricia zijn de ouders van Alex. King Thunder maakt echter pas een verschijning in Alex Kidd in the Enchanted Castle. Ook heeft Alex een spirituele vader genaamd Saint Nurari. Zijn moeder wordt ontvoerd en opgesloten in het kasteel van slechterik Janken the Great. Ook heeft hij een tweelingbroer genaamd Egle.

## Trivia
- In de oorspronkelijke versie van het eerste spel is te zien dat Alex Japanse onigiri eet. In latere versies is dit veranderd in hamburgers.